# Castors de Paris
 (mars 2019).
Si vous disposez d'ouvrages ou d'articles de référence ou si vous connaissez des sites web de qualité traitant du thème abordé ici, merci de compléter l'article en donnant les références utiles à sa vérifiabilité et en les liant à la section « Notes et références ».
Stade
Maillots
Champion de France (D1) 
1987, 1988, 1989 et 1993
Les Castors de Paris sont un club universitaire français de football américain. 
Il a été créé en 1982 à l'initiative d'élèves de l'École spéciale des travaux publics, du bâtiment et de l'industrie (ESTP) basée à Paris et Cachan en banlieue parisienne. L'emblème du castor est choisi en lien avec les enseignements de l'école.
Ce club universitaire ne participe plus aux compétitions de la Fédération Française de Football Américain depuis la fin de saison 1999 .

## Le club
Avec de nombreux joueurs de rugby dans l'équipe, les Castors remportent une Coupe de France et sont plusieurs fois champion de France. De nombreux internationaux à l'Équipe de France de football américain jouent alors aux Castors et participent aux premiers championnats d'Europe en 1983 à Castelgiorgio en Toscane et en 1985 à Milan, puis à Helsinki en 1991.

Logo des Castors-Sphinx

Le club disparaît en 1993 en fusionnant avec les Sphinx du Plessis-Robinson pour donner naissance aux Castors-Sphinx du Plessis-Robinson. Le club devient ensuite les Mousquetaires du Plessis-Robinson jusqu'en fin de saison 1999 où elle cesse ses activités. Elle n'est depuis plus membre de la FFFA.
En 2009, l'équipe des Castors de Paris est recréée par d'autres élèves de l'ESTP pour participer au premier championnat universitaire d'Île-de-France. Le 20 mai 2010, le club remporte le premier titre de champion universitaire d'Île-de-France.

## Palmarès
- Vainqueur Coupe de France : 1984
- Finaliste Coupe de France : 1985
- Champion de France : 1987, 1988, 1989[2], 1993[3]
- Vice-champion de France : 1990, 1991

## Internationaux
- 1983 : Jean-Yves Pradillon, Nicolas Robert.
- 1985 : Nicolas Robert, Rémi Cottard, Jacques Fache, Frédéric Planson, Jérôme Dupas, Christophe Gotteland, Rémy Allemane, Bruno Ségala (Entraineur Équipe de France : Claude Leveau ; Team manager : Jean-Marc Chantreau)
- 1987 : François Billaut, Stéphane Poussy, Jacques Fache, Pierre Escrivant.
- 1989 : Didier Aubertin, Éric Cestaro, Miodrag Cipranic, Jacques Fache, Thierry Constant, Eddy Diop, Éric Hannoyer, Laurent Hassid., Jean-Marc Tarbouriech.
- 1991 : Didier Aubertin, Philippe Baudrier, Éric Cestaro, Thierry Constant, Étienne Curron, Eddy Diop, Philippe Hermay, Nicolas Robert, Thierry Roulet, Jean-Marc Tarbouriech.

## Saison par saison
| Saison | Division | Résultat               |
| ------ | -------- | ---------------------- |
| 1983   | D2       | Demi-finaliste         |
| 1984   | D1       | Demi-finaliste         |
| 1985   | D1       | Demi-finaliste         |
| 1986   | D1       | Demi-finaliste         |
| 1987   | D1       | Champion               |
| 1988   | D1       | Champion               |
| 1989   | D1       | Champion               |
| 1990   | D1       | Finaliste              |
| 1991   | D1       | Finaliste              |
| 1992   | D1       | Demi-finaliste         |
| 1993   | D1       | Champion               |
| 2009   | Ligue U  | --                     |
| 2010   | Ligue U  | Champion Île-de-France |
| 2011   | Ligue U  | Demi-finaliste         |
| 2012   | Ligue U  | -                      |
| 2013   | Ligue U  | -                      |
| 2014   | Ligue U  | -                      |
| 2015   | Ligue U  | Demi-finaliste         |